# Natacha Bustos
Natacha Bustos (Ibiza, 1981) es una dibujante española de cómic.

## Biografía
Criada en Torremolinos, donde llegaron sus padres (él chileno y ella brasileña), Natacha Bustos es diplomada de Bellas Artes en Granada. Pasó un año en Pekín donde perfeccionó las técnicas al pincel y a la tinta, forjando así su estilo.
Su primera novela gráfica se basa en la catástrofe de Tchernobyl fue publicada en Glenat España, después traducido en Francia, a Japón y en Corea, y obtuvo el premio Girasol en 2012.
Su puerta de entrada a Marvel fue su participación en un número de Spider-Woman en 2015. Esta colaboración surgió a través de Javier Rodríguez, a quién la propia Natacha considera un mentor.
En 2020 fue nombrada Stormbreaker, una distinción que Marvel Comics otorga a sus artistas de cómics con mayor proyección.
Ha destacado especialmente su trabajo en Marvel como dibujante, además de por Spider-Woman, Moon Girl and Devil Dinosaur.
En 2022 también empezó a trabajar en la serie Fire & Ice: Welcome to Smallville de DC Cómics.
Además de en cómics, también ha trabajado en proyectos de animación y ha participado en el documental Marvel 616 junto con Javier Garrón.

## Obras
- Tchernobyl. La Zona (Chernobil-La zona), dibujos de Natacha Bustos, guion de Francisco Sánchez (De los aros en el O, 2011)
- Lolita HR, guion de Delphine Rieu, dibujos de Javier Rodríguez (tomos 1, 2 y 3) después Natacha Bustos (t4 Renacimiento, 2015)
- seria Spider-Man Universe
  - (en) t1- Cambio de vida , guion de Dennis Hopeless, dibujos de Natacha Bustos y Javier Rodríguez (Panini Comics, 2016)[11]
- seria Moon Girl and Devil Dinosaur
  - t1- Repeat After M, guion de Brandon Montclare y Amy Reeder Hadley, dibujos de Natacha Bustos (Marvel, 2016)
- Relato gráfico La llamada de Barcelona de Natacha Bustos y Gabriela Wiener, in Xxi De las científicas y de los hombres (2015)  (ISBN 2356380841).
- Strange Deportes Stories tomo 3 (2015)

## Premios y distinciones
- Premio Girasol en 2012 a Angulema para Tchernobyl. La Zona.[4]